# 양림 (수호전)

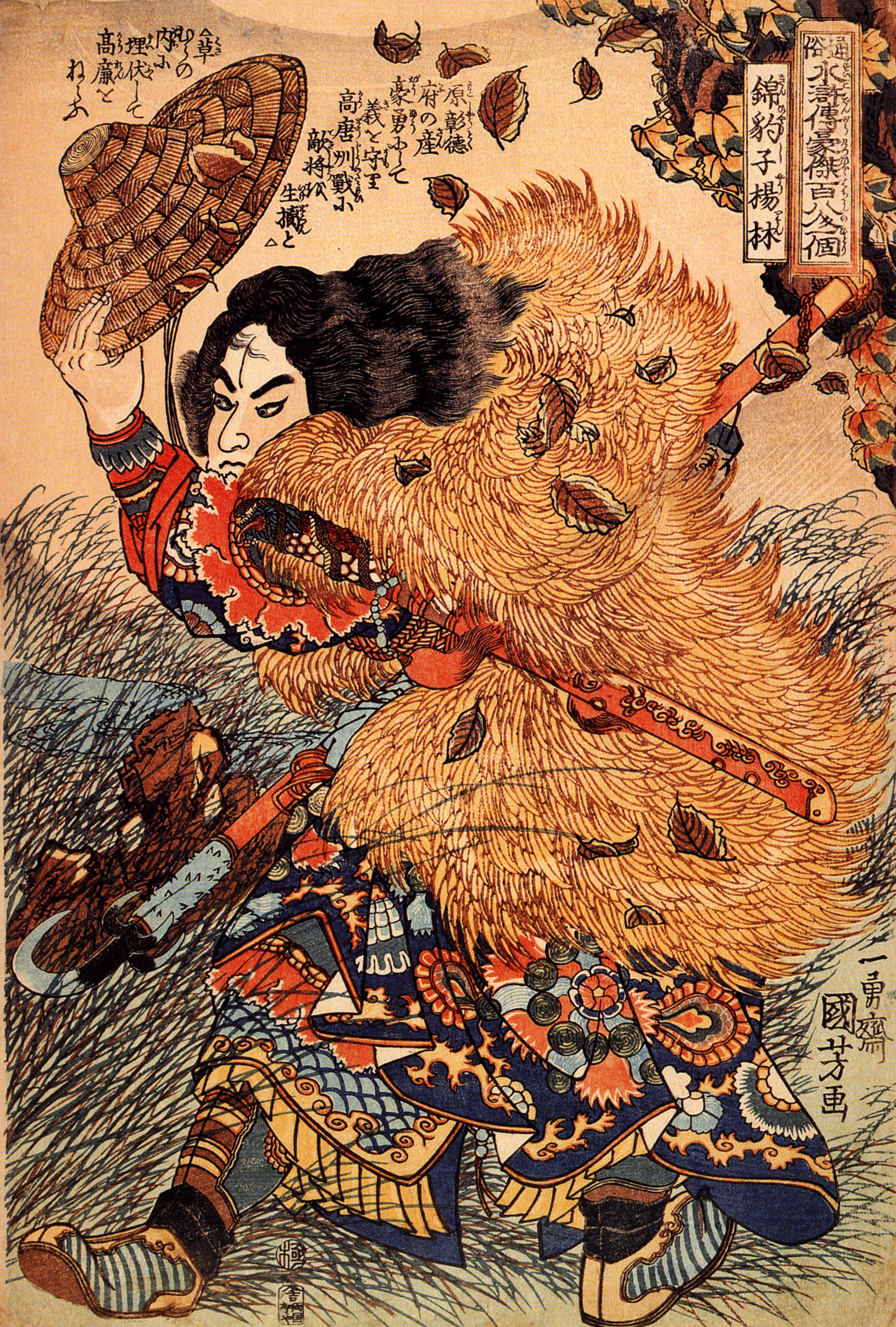

양림(楊林)은 중국의 사대기서(四大奇書) 중 하나인 《수호전》(水滸傳)에 등장하는 인물로, 108성 중 51위이자 지살성(地煞星)의 지암성(地暗星)에 해당한다. 별호는 금표자(錦豹子). 키가 크고 대담한 얼굴에 체격과 풍채가 좋은 남자였기 때문에 금표자로 불렸다. 무기는 필관창(筆管槍)이라는 자루가 비어 있는 철창을 사용하였다. 떠돌이 도적이며 각지의 정보에 정통하고 또 사교적인 성격으로 등비, 추연 등 각지의 호걸들과 교류가 있었으며 그 성격과 인맥은 양산박 전력 강화에 큰 도움이 되었다. 또한 양림 자신도 재주가 있는 사나이로 전투부터 변장, 잠입, 심부름까지 하면서 여러 가지 역할을 했다. 양산박에 입산한 후 적의 포로가 되고, 적진에 고립되고, 역병에 걸리는 등 종종 생명의 위험이 닥치지만 그때마다 생환을 이루는 강한 운의 소유자이기도 하다.

## 생애
하남 창덕 출신으로 떠돌이 도적이었다. 계주에 있을 무렵, 집에 돌아가던 양산박의 공손승을 만나 의기투합하여 공손승이 양림에게 양산박 소개장을 써주었으나 좀처럼 양산박으로 가지 못하고 있었다. 몇 달 후, 길을 걷다가 인간과 동떨어진 속도로 자신의 방향으로 오는 남자를 발견한다. 저 남자가 공손승에게 들었던 신행법을 쓰는 양산박의 대종임을 직감한 양림은 대종을 불러세우니 과연 그랬다. 대종은 집으로 돌아간 뒤 전혀 돌아오지 않는 공손승을 찾으러 왔다고 한다. 양림은 계주의 길 안내를 자청하고 나서 대종과 의형제를 맺고 그대로 양산박에 가기로 한다. 이후 계주로 가는 중에 음마천에서 산적이 되어 있던 등비와 재회하고 등비의 동료인 배선, 맹강 모두 양산박의 패거리로 끌어들이는 데 성공하였다. 또한 공손승을 찾던 중 석수의 의로움에 감동받아 친해지고, 공손승을 찾지 못해 양림은 대종, 음마천의 세 사람과 함께 양산박으로 돌아갔다.
양림과의 인연을 의지해 석수와 양웅, 시천이 양산박에 오면서 일어난 축가장과의 항쟁에서는 운수로 변장하고 길을 찾아 나서지만 양산박으로 들켜 붙잡히고 만다. 그러나 이 또한 양림의 지인인 추연이 손립 등과 함께 양산박을 위해 축가장에 침입하여 양림 등 붙잡혀 있던 양산박 사람들을 풀어내자 양림은 난동을 부려 축가장 함락에 일조하였다. 또 이어 이가장 이응을 동료로 끌어들이는 계략에서는 관리로 둔갑해 기여하였다. 이어진 고당주에서의 싸움에서는 지사 고렴의 요술에 걸려 양산박군이 패주하는 가운데 백승과 함께 어지럽게 쏜 화살이 고렴의 어깨에 명중하여 고렴의 추격을 물리치고 잠시 동안 시간을 버는 수훈을 세웠다. 호연작이 양산박에 쳐들어왔을 때는 보병을 이끌고 맞아싸웠고, 청주 공격과 이어지는 제1차 증두시 공격에도 참여했다. 조개 사후에 석용, 단경주 등과 함께 북쪽으로 말을 사러 갔다가 증두시의 욱보사에게 이를 빼앗겼고 이것이 제2차 증두시 공격의 계기가 되었다.
108성이 모두 양산박에 모인 후에는 마군소표장 16원의 15위로 임명되었으며, 기병으로는 주로 양지의 부장으로 활동한다. 고구가 양산박에 쳐들어왔을 때에는 선원으로 변장하고 적의 전함에 잠입, 대장의 한 사람인 구악을 물리쳤다. 조정에 귀순한 후에도 성공이나 매복으로서의 잠입, 적의 수령을 거론하는 등 활약한다. 방랍과의 싸움에서도 활약을 계속하지만 항주에서 유행했던 역병에 걸린다. 이후 방랍의 난이 끝날 때까지 몸져 눕는다. 이 병에 걸린 다른 두령들은 모두 병사하고 말지만 양림만이 차도가 있어 간병을 위해 남아 있던 목춘과 함께 전투에 승리하여 개선하는 양산박에 합류하여 일의 경과를 보고하였다. 도읍으로 돌아온 양림은 다른 두령과 마찬가지로 관직을 하사받았으나 이를 거절하고 배선과 함께 음마천에 은거하며 한가로운 여생을 보냈다.